# إلدون جورست

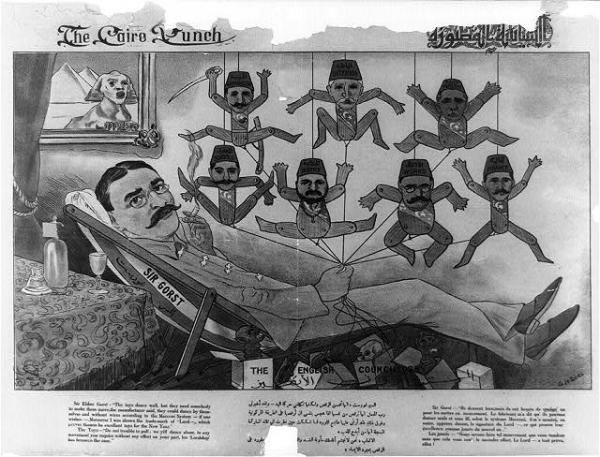
كاريكاتير سياسي مصري نُشر بين عامي 1908 و1911 في جريدة السياسة المصورة تحت عنوان "مستشارو الإنجليز" يصور فيه السير جورست وهو يتلاعب بالوزراء المصريين كالعرائس

السير إلدون جورست (بالإنجليزية: Eldon Gorst) (25 يونيو 1861 - 12 يوليو 1911)، هو القنصل العام البريطاني في مصر والمندوب السامي البريطاني في الفترة من 16 مايو 1907 وحتى وفاته في فترة حكم الخديوي عباس حلمي الثاني.

## حياته
وُلد في نيوزيلندا ونشأ في لندن. والده هو السير جون إلدون جورست [الإنجليزية] المحامي العام لإنجلترا وويلز، التحق بكلية إيتون وبكلية الثالوث بجامعة كامبريدج، وفي عام 1885 أصبح محامٍ في المحاكم العليا وعضواً في الهيئة الدبلوماسية البريطانية. ذهب إلى مصر في العام التالي محاسب للضرائب المباشرة ثم تقلد فيها عدة مناصب فأصبح وكيل وزارة المالية عام 1892 ومستشار بوزارة الداخلية في 1894 ومستشاراً مالياً في 1898، وفي عام 1904 عاد إلى لندن كوكيل وزارة فناب عن اللورد كرومر بكفاءة في وزارة الخارجية .
بعد وصول الحزب الليبرالي إلى السلطة، أرسلت الحكومة البريطانية جورست ليحل محل كرومر مع تعليمات بإعطاء المصريين مسئولية أكبر في إدارة شئونهم الداخلية. وطد جورست علاقته سريعاً بالخديو عباس حلمي الثاني,  واستخدم العديد من المصريين في مواقع حكومية هامة وأضعف الحزب الوطني المصري المنادي بجلاء الإنجليز بقيادة مصطفى كامل. أدى تعيين بطرس غالي رئيساً للوزراء إلى تراجع شعبية جورست وأغضب الوطنيين إلى جانب الكثير من المصريين مما أدى في النهاية إلى اغتيال بطرس باشا غالي بعد محاولة الأخير مد امتياز قناة السويس 40 سنة أخرى، الأمر الذي أدى إلى معارضة قوية من كافة صحف البلاد لرفضها.